# Kurumbalur
Kurumbalur es una ciudad y nagar Panchayat situada en el distrito de Perambalur en el estado de Tamil Nadu (India). Su población es de 12420 habitantes (2011). Se encuentra a 10 km de Perambalur y a 69 km de Thanjavur.

## Demografía
Según el censo de 2011 la población de Kurumbalur era de 12420 habitantes, de los cuales 6144 eran hombres y 6276 eran mujeres. Kurumbalur tiene una tasa media de alfabetización del 78,63%, inferior a la media estatal del 80,09%: la alfabetización masculina es del 85,76%, y la alfabetización femenina del 72,30%.